# 师挚
师挚（?—?），名挚，春秋时期的乐官，与孔子同时，又称大师挚（太师挚）。

## 孔子的评价
孔子评价师挚的演奏，从演奏开始，到结尾演奏《关雎》合樂終結，洋洋乎樂聲之美，滿都再在耳中。

## 同时代的乐师
春秋后期，因战乱乐师都四散。太師摯去了齊國，亞飯乐师干去了楚國，三飯乐师繚去了蔡國，四飯乐师缺去了秦國。鼓师方叔入居黄河之滨，摇小鼓的乐师武（播鼗武）入居汉水之涯，少師陽、击磬的襄（擊磬襄）入居海边。